# Sturzkampfgeschwader 151
Sturzkampfgeschwader 151 (dobesedno slovensko: Bližinskobojni polk 151; kratica StG 151) je bil jurišni (strmoglavni jurišnik) letalski polk (Geschwader) v sestavi nemške Luftwaffe med drugo svetovno vojno.

## Organizacija
- štab
- I. skupina
- II. skupina
- III. skupina

## Vodstvo polka
Poveljniki polka (Geschwaderkommodore)
- Oberst Karl Christ: 17. maj - 18. oktober 1943